# Музыкальный театр Республики Карелия

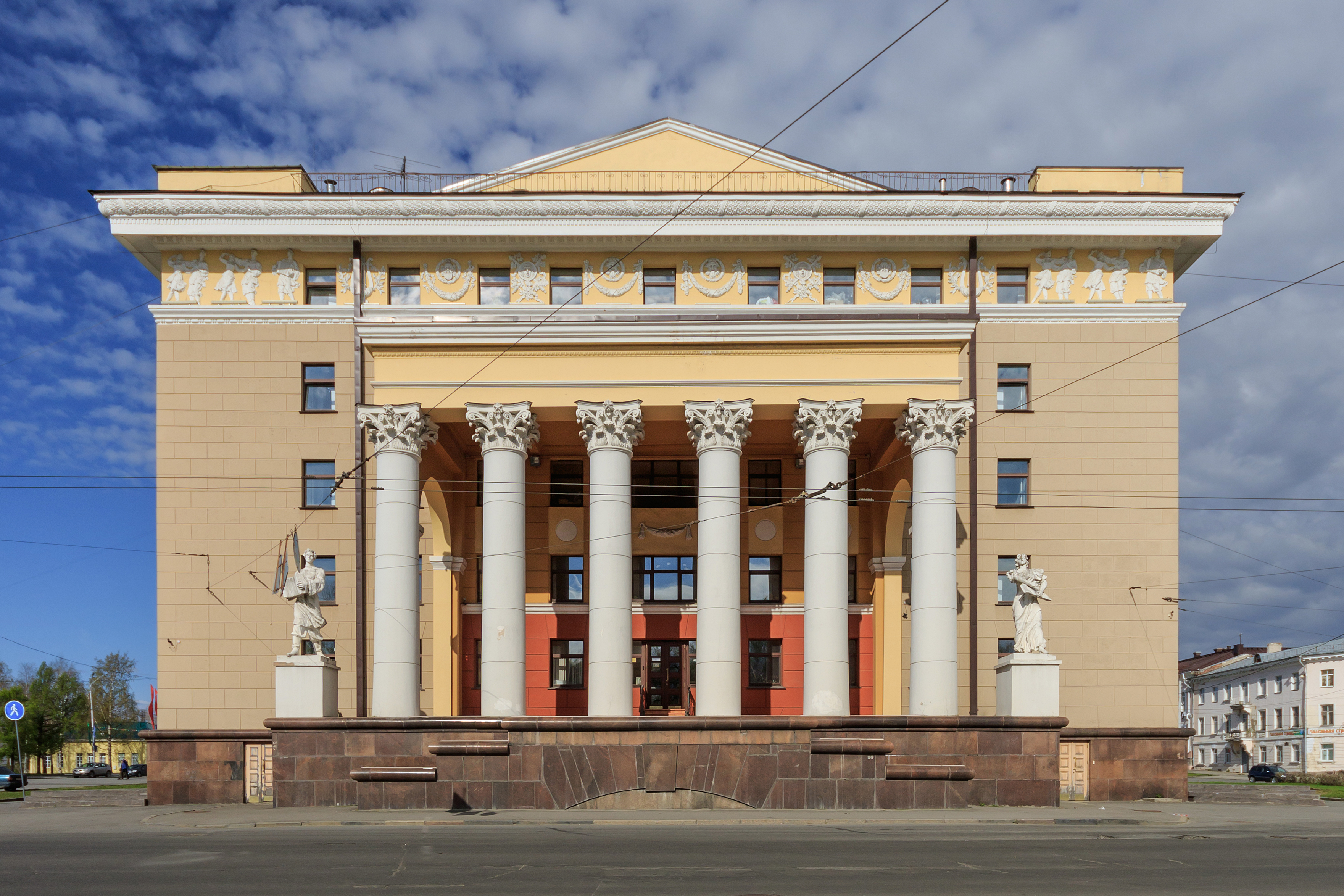
Музыкальный театр Республики Карелия. Вид со стороны служебного входа

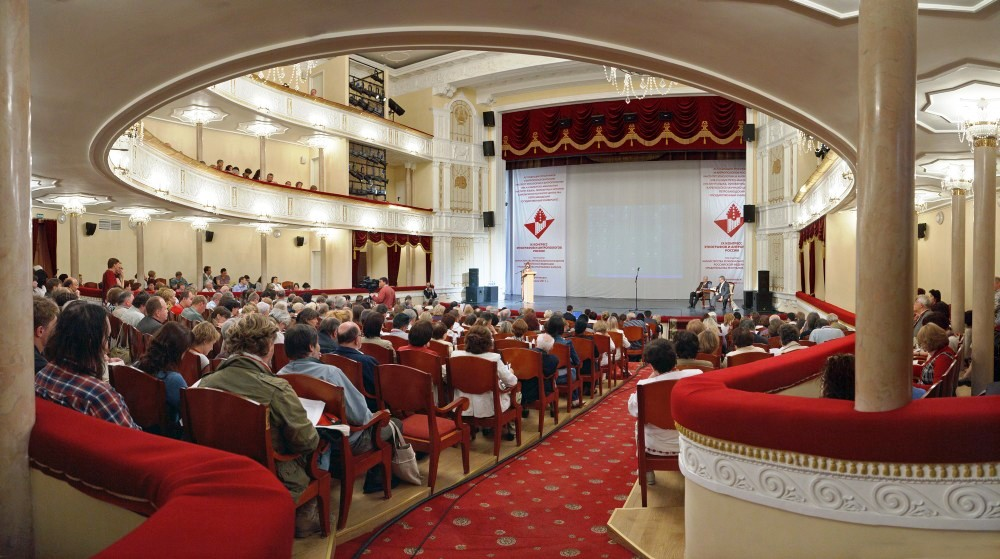
Зрительный зал

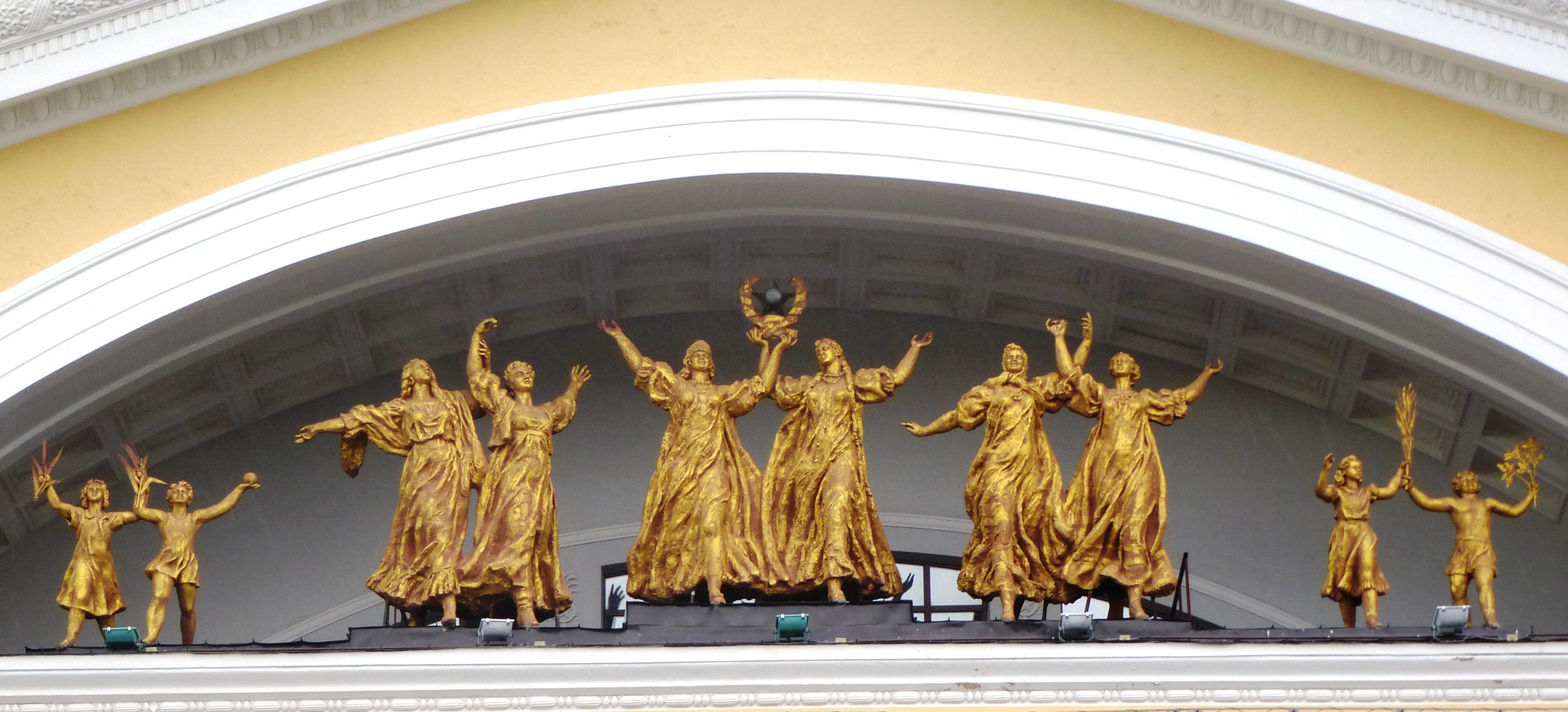
Скульптурная группа «Дружба народов» Сергея Конёнкова

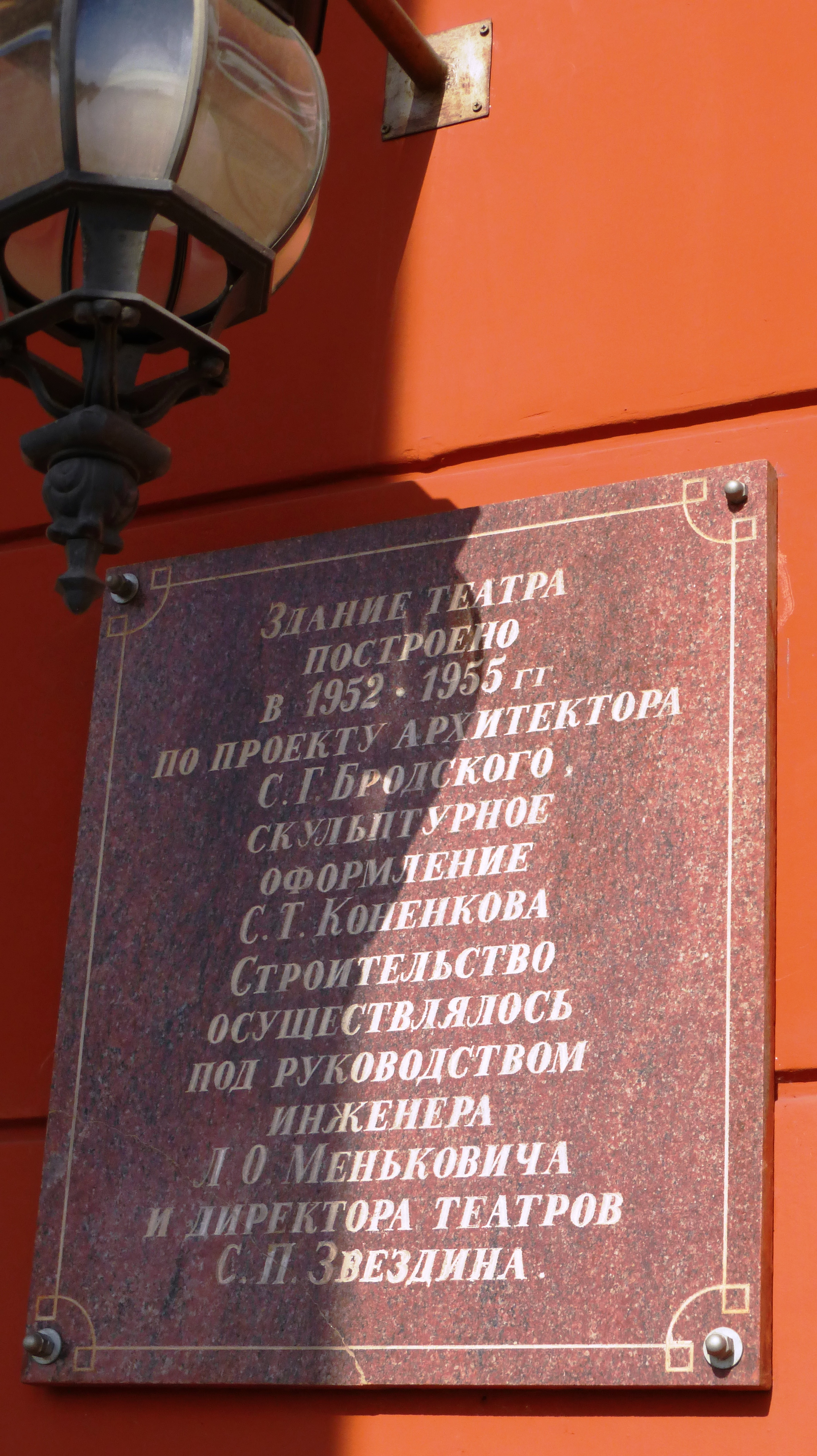
Памятная доска

Музыка́льный теа́тр Респу́блики Каре́лия — государственный театр в Петрозаводске.
В репертуаре театра представлены музыкально-сценические жанры: опера, балет, оперетта, музыкальная комедия, мюзикл.

## История театра
Названия
- Музыкально-драматический театр Карело-Финской ССР (1955—1956)
- Музыкально-драматический театр Карельской АССР (1956—1968)
- Государственный музыкальный театр Карельской АССР (1968—1991)
- Музыкальный театр Республики Карелия — с 1991 года

История здания
В 1952 году в центре Петрозаводска на площади Кирова началось строительство здания театра на месте снесённого в 1936 году Святодуховского кафедрального собора.
Проект был разработан архитекторами института «Гипротеатр» Министерства культуры СССР — С. Г. Бродским, А. П. Максимовым и Е. Н. Чечик. Архитектура здания — подражание Большому театру в Москве и Александринскому театру в Санкт-Петербурге, имеет восемь портальных колонн.
Оформление здания и внутренних помещений, скульптурная композиция «Дружба народов» на парадном фронтоне и скульптуры у служебного входа были сделаны по проекту и под наблюдением Народного художника СССР, академика Сергея Конёнкова.
Строительство здания было завершено в 1955 году. Зрительный зал театра рассчитан на 607 мест.
Предыстория
Ещё в 1919—1920 гг. в г. Петрозаводске действовал Камерно-музыкальный театр. Он находился в ведении Отдела народного образования исполкома Олонецкого губернского совета крестьянских, рабочих и красноармейских депутатов.
История становления
Распоряжением Совета Министров СССР от 20 мая 1955 года на базе Республиканского театра русской драмы был организован Музыкально-драматический театр Карело-Финской ССР.
Музыкальную труппа формировалась в основном из выпускников ГИТИСа, приглашённых в Петрозаводск первым директором театра С. П. Звездиным. Основу хора и оркестра составили выпускники Петрозаводского музыкального училища.
Театр открылся 5 ноября 1955 года опереттой Исаака Дунаевского «Вольный ветер», которую исполнила молодёжная музыкальная труппа. Драматическая труппа открыла в новом здании свой первый сезон пьесой Николая Погодина «Кремлёвские куранты».
Среди первых актёров театра — А. Г. Бондаренко, И. С. Гридчина, В. А. Клиш, Л. Н. Перевощикова, Н. П. Полагаева, Н. Т. Смотрина, Я. А. Страздас, Д. С. Утикеев, Л. Н. Храмов, А. И. Шеронов, З. Н. Эстрин, солисты балета — И. Л. Гафт, С. И. Губина, Н. А. Катугин, Б. Е. Кириенко, В. Н. Мельников, Е. П. Павлова, Ю. М. Сидоров, С. Н. Степанова, Р. И. Шишова и другие.
Первый режиссёр театра — Л. М. Вилькович, дирижёр — Б. Н. Пинский, балетмейстер — К. В. Ставский.
В 1956 году в новое театральное здание переехала творческий коллектив Республиканского театра русской драмы и вновь созданная музыкальная труппа. На сцене нового театра впервые в Петрозаводске появилась опера, балет и музыкальная комедия.
В том же году, после преобразования Карело-Финской СССР в Карельскую АССР, театр был переименован в Музыкально-драматический театр Карельской АССР.
Спектакли того времени — «Фиалка Монмартра» Имре Кальмана, «Свадьба в Малиновке» Бориса Александрова, «Нищий студент» Карла Миллекера, «Поцелуй Чаниты» Юрия Милютина, балеты — «Соперницы» П. Герпеля, «Эсмеральда», «Бахчисарайский фонтан» и другие.
К 1958 году сформировалась балетная труппа, в основном из выпускников хореографических училищ Москвы, Ленинграда и Перми.
Знаменательными вехами в истории театра стали постановки в 1959 году первой комической оперы «Кумоха» Рувима Пергамента и первого карельского балета «Сампо» Гельмера-Райнера Синисало. В том же 1959 году на Декаде карельского искусства и литературы в Москве эти спектакли увидел московский зритель. Театр показал балет «Сампо» в Ленинграде и во многих других городах.
29 апреля 1968 года Совет министров Карельской АССР издал постановление, согласно которому Музыкально-драматический театр КАССР разделялся на два самостоятельных театра: Музыкальный театр КАССР и Русский драматический театр КАССР.
Разделение театров произошло 1 января 1969 года. На основе Музыкально-драматического театра Карельской АССР были сформированы труппы русского драматического и музыкального театров.
В репертуаре были представлены спектакли всех музыкально-сценических жанров: классическая и современная оперетта, музыкальная комедия, мюзикл, опера и балет. На сцене театра впервые увидели свет многие произведения карельских композиторов.
В 1955—1977 годы театр возглавлял Сергей Петрович Звездин.
1960—1990-е годы
В 1960-е годы в театр были приглашены дирижёры И. Э. Шерман, Ю. Е. Проскуров, балетмейстер И. В. Смирнов. В труппу вошли артисты — П. А. Паровишник, В. П. Красильников, Р. Л. Сабирова, Е. Г. Флек, О. Б. Королёв, В. Н. Матвеев, В. А. Матвеева, А. Т. Усиченко и другие.
Среди постановок опер и оперетт — «Джудитта» Франца Легара (1965), «Евгений Онегин» Петра Ильича Чайковского (1966), «Баядера» Имре Кальмана (1968). Балетное искусство театра было представлено классическими постановками — «Лебединое озеро», «Спящая красавица», «Щелкунчик», «Жизель», «Корсар», «Дон Кихот», «Баядерка», «Тщетная предосторожность», «Сильфида» и другими.
В 1990-е годы в труппу пришли Н. М. Болдырева, Л. В. Дементьева, В. И. Дворников, И. И. Елькин, Б. Н. Кучинёв, Л. А. Ларичева, В. А. Недвижай, Л. А. Недвижай, А. П. Пресняков и другие.
В разные годы ведущие солисты театра — Н. В. Гальцина, Л. А. Нивина, В. С. Каликин, И. А. Тольская, О. В. Щукарёв, Н. Р. Волохович, Б. Н. Кучинёв, Т. В. Ледовских, В. В. Фёдоров, А. И. Иванова и другие.
Театр в XXI веке
Коллектив артистов, творческих работников и технического персонала насчитывает около трёхсот человек.
5 ноября 2005 года отмечалось 50-летие Музыкального театра. Символом торжества была выбрана оперетта Имре Кальмана «Фиалка Монмартра». Именно она в течение полувековой истории была той постановкой, которая объединяла на сцене разные поколения артистов. Уже через полтора месяца после открытия театра режиссёр Лев Вилькович создал свою постановку. Второй раз оперетту поставил Кирилл Стрежнев в 1981 году, а в 2004 году свою версию «Фиалки Монмартра» создал режиссёр Владимир Подгородинский.
В 2006—2009 годах был проведён капитальный ремонт здания театра.
Неизменный успех у публики имеют спектакли театра — оперы «Травиата» Джузеппе Верди, «Кармен» Жоржа Бизе, «Евгений Онегин» Чайковского, «Мадам Баттерфляй» Джакомо Пуччини, «Севильский цирюльник» Джоаккино Россини, балеты «Щелкунчик» Чайковского (реконструкция первой постановки 1892 г. в Мариинском театре, осуществленная Кириллом Симоновым на основе хореографии Льва Иванова), «Ромео и Джульетта» Сергея Сергеевича Прокофьева, «Жизель» и «Корсар» Адольфа Адана, оперетты «Летучая мышь» Иоганна Штрауса и «Сильва» Кальмана, опера-мюзикл для детей Р. Львовича «Чёрная курица».
На сцене Музыкального театра проходит торжественная церемония вручения ежегодной Театральной премии Республики Карелия «Онежская маска», которой отмечаются лучшие работы театральных коллективов Республики Карелия.
Солист театра Павел Назаров за исполнение партии Тонио в спектакле «Паяцы» был удостоен высшей театральной премии России «Золотая маска» в 2023 году.